# Acrocephalus luscinius
Felosa-de-guam ou felosa-de-guame (Acrocephalus luscinius) é uma espécie de ave da família Acrocephalidae. Encontrava-se em Guam e na ilha Alamagan (Ilhas Marianas do Norte).
Supostamente está extinta. O nome chamorro para a ave é Ga`ga` Karisu (ave-das-canas). Até à década de 1960 ainda foi observada. Uma espécie introduzida em Guam, a serpente Boiga irregularis, é a mais provável causa da extinção.
A espécie era considerada pelos ornitólogos como composta por cinco subespécies:(Acrocephalus luscinius luscinius, Acrocephalus luscinius nijoi da ilha Aguijan, Acrocephalus luscinius yamashinae da ilha Pagan, Acrocephalus luscinius astrolabii de Mangareva e Acrocephalus luscinius hiwae, de Saipan). Mas estudos filogénicos e morfológicos de Cibois et al. (2011) e de Saitoh et al. (2012) mostraram que que a espécie não é monofilética, e que deveria considerar-se todas as subespécies como espécies à parte para obter um resultado monofilético. O Congresso Ornitológico Internacional reconheceu então, na classificação de versão 3.3, 2013): † Acrocephalus luscinius, † Acrocephalus nijoi, † Acrocephalus yamashinae, † Acrocephalus astrolabii e Acrocephalus hiwae. Apenas a última ainda existe.